# Konulárie

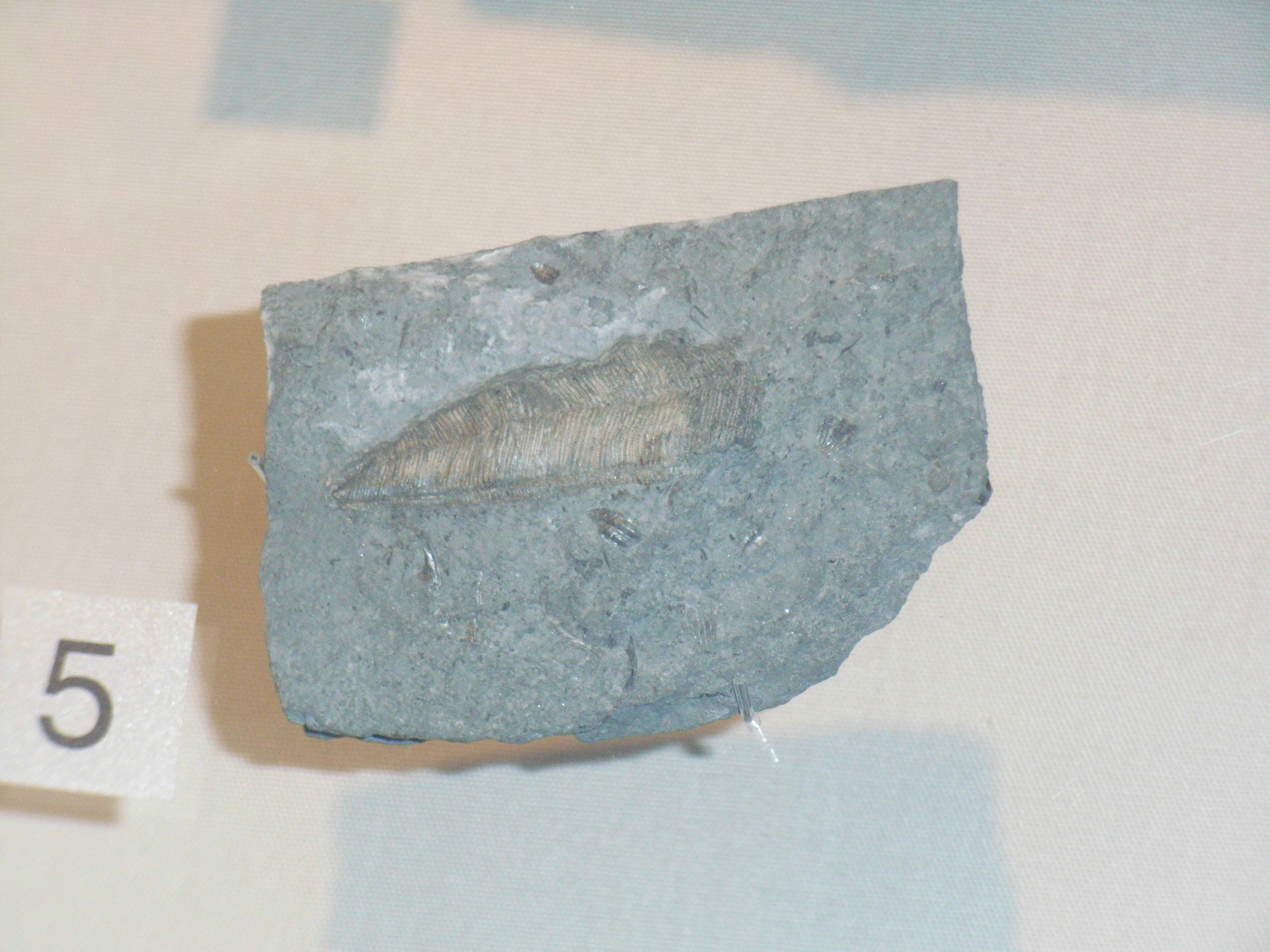
Otisk konulárie

Konulárie (Conulata) je skupina vesměs přisedlých mořských bezobratlých živočichů kteří vyhynuli na rozhraní útvarů permu a triasu, asi před 250 milióny let.

## Taxonomie
Pro svou čtyřčetnou souměrnost bývají konulárie řazeny jako podtřída Conulata do třídy medúzovců nebo častěji do samostatné třídy Conulata do kmene žahavců. Třída má jeden řád Conularida dělený do dvou čeledí. Prvá čeleď Conulariidae obsahující živočichy z kambria až permu, druhá Conulariellidae z kambria až spodního ordoviku. Další dělení do rodů není ujednoceno.

## Popis
Jediné pozůstatky které se zachovaly do dnešních dnů jsou jejich pevné schránky vytvořené fosforečnanem vápenatým a chitinem. Jsou převážně čtyřbokého pyramidálního nebo obdélníkovitého tvaru, výjimečně válcovitého nebo oválného. Velmi tenké a za života pružné schránky dosahují velikostí několika cm, ojediněle i 30 až 40 cm. Na jednom konci schránky je vstupní otvor s ústy krytými čtyřmi trojúhelníkovými výběžky a pravděpodobně opatřenými chapadly. Na opačném konci schránky je tzv. vrchol který byl fixačním terčíkem přitmelen k podkladu.
Schránky jsou tvořeny čtyřmi stěnami na kterých lze rozpoznat střední stěnovou čáru spojující ústní otvor s vrcholem. Stěny bývají různě rýhované, vroubkované nebo žebrovaté, v rozích styků stěn jsou téměř vždy patrné hranové rýhy. Jejich profil je důležitým rozpoznávacím znakem, stejně jako úhel který svírají dvě stěny v místě vrcholu schránky.
Není zřejmý způsob života konulárií, buď žily jako solitéry nebo mohly žít v koloniích. O živočišných tkáních není nic známo, předpokládají se ale svaly ovládající ústní laloky v oblasti vstupního otvoru, za jejich pomoci mohly snad i aktivně plavat. Je možné dravé lovení nebo pasivní filtrování drobné potravy z vody.

## Rozšíření
Tito živočichové žili ve všech světových mořích. Svůj největší rozkvět prožívali v ordoviku a siluru, od karbonu je již zřetelný pokles druhové rozmanitosti. Žili v prostředí mělkých moří, mnohdy i na pevninském šelfu. Mezi nejbohatší naleziště konulárií patří český Barrandien, kde nacházíme jejich pozůstatky ze spodního ordoviku až po střední devon. Bylo zde dosud objeveno již 29 druhů konulárií, což je plná jedna desetina světového počtu.
Při výzkumu lze nalézt buď jednotlivé stěny schránek které se po úmrti živočicha rozpadly, nebo kompletní schránky pokud byly ještě před rozdělením překryty sedimentem.